# 6800 Сараґаміне
6800 Сараґаміне (6800 Saragamine) — астероїд головного поясу, відкритий 29 жовтня 1994 року.
Тіссеранів параметр щодо Юпітера — 3,351.
Названо на честь Сараґаміне (яп. さらがみね(皿ヶ嶺) сараґаміне).